# Eucalyptus gillenii
Eucalyptus gillenii är en myrtenväxtart som beskrevs av Alfred James Ewart och L.R. Kerr. Eucalyptus gillenii ingår i släktet Eucalyptus och familjen myrtenväxter. Inga underarter finns listade i Catalogue of Life.